# Kiến An (phường)
Phường Kiến An là một phường thuộc thành phố Hải Phòng.

## Địa lý
Phường Kiến An có vị trí địa lý:
- Phía bắc giáp phường An Biên và phường An Hải với ranh giới tự nhiên là sông Lạch Tray.
- Phía đông giáp phường Hưng Đạo.
- Phía tây và phía nam giáp phường Phù Liễn.

## Lịch sử
Địa giới phường Kiến An trước đây thuộc quận Kiến An, thành phố Hải Phòng.
Ngày 16 tháng 6 năm 2025, Ủy ban Thường vụ Quốc hội bàn hành Nghị quyết sắp xếp các đơn vị hành chính cấp xã thuộc thành phố Hải Phòng năm 2025. Theo đó, sắp xếp một phần diện tích tự nhiên, quy mô dân số của các phường Nam Sơn, Đồng Hòa, Bắc Sơn, Trần Thành Ngọ và Văn Đẩu thành phường mới có tên gọi là phường Kiến An.
Căn cứ theo đề án sắp xếp đơn vị hành chính cấp xã của thành phố Hải Phòng năm 2025, phường Kiến An được thành lập từ:
- Một phần diện tích tự nhiên là 6,64 km² và quy mô dân số là 41.005 người của phường Đồng Hòa;
- Một phần diện tích tự nhiên là 2,16 km² và quy mô dân số là 11.602 người của phường Bắc Sơn;
- Một phần diện tích tự nhiên là 1,08 km² và quy mô dân số là 10.629 người của phường Trần Thành Ngọ;
- Một phần một phần diện tích tự nhiên là 1,15 km² và quy mô dân số là 3.000 người của phường Nam Sơn;
- Một phần một phần diện tích tự nhiên là 0,15 km² và quy mô dân số là 1.000 người của phường Văn Đẩu.

Phường Kiến An có diện tích tự nhiên là 11,18 km2 (đạt 203,27% so với quy định), quy mô dân số là 67.236 người (đạt 149,41 % so với quy định).
Về tên gọi, phường Kiến An kế thừa tên gọi của quận Kiến An trước kia.